# Dự án MiG LFI

MiG-LFI hoặc có thể có tên gọi khác là MiG I-2000

Dự án MiG LFI là một máy bay chiến đấu thế hệ thứ 5 thí nghiệm được phát triển bởi Mikoyan. Nó được thiết kế cho cả nhiệm vụ không chiến và tấn công mặt đất, gần giống cả F-35 Lightning II và F-22 Raptor, nhưng với chi phí thấp hơn. Dù vậy, cho đến hiện thời LFI vẫn đang trong giai đoạn thí nghiệm, và mẫu thử nghiệm chưa được chế tạo. Thậm chí, rất có thể nó sẽ không được đưa vào chế tạo do động cơ của nó vẫn chưa hoàn thiện.

## Sự hình thành các nhánh thiết kế
Năm 1969, dự án thiết kế máy bay chiến đấu PFI (ПФИ - Перспективный фронтовой истребитель, có nghĩa là "Máy bay tiêm kích tiền tuyến tiên tiến") ra đời với nhiều tham vọng về một loại máy bay tiêm kích có phạm vi hoạt động lớn, thích nghi với chiến trường hẹp (bao gồm cả việc cất, hạ cánh trên đường băng xấu), khả năng nhanh nhẹn cơ động cao, có tốc độ Mach 2+, và mang được vũ khí hạng nặng. Tuy nhiên, năm 1971, dự án này được tách làm 2 đề án nhỏ hơn với TPFI (ТПФИ - Тяжёлый ПФИ, có nghĩa là "Máy bay tiêm kích tiền tuyến tiên tiến hạng nặng") và LPFI (ЛПФИ - Легкий ПФИ, có nghĩa là "Máy bay tiêm kích tiền tuyến tiên tiến hạng nhẹ"). Tuy được gọi là "Máy bay tiêm kích tiền tuyến" (фронтовой истребитель) hay "Máy bay đánh chặn" (истребитель), nhưng các thiết kế đều đưa vào khả năng tấn công mặt đất đáng kể.
Đề án TPFI được Sukhoi tiếp nhận và phát triển thành dòng Su-27 nổi tiếng. Mikoyan tiếp nhận đề án LPFI và phát triển nó thành dòng MiG-29 cũng khá thành công.
Năm 1983, một đề án PFI mới được phát triển thành, còn được gọi là đề án "I-90 Máy bay tiêm kích cho thập niên 1990" (И-90 - Истребитель 1990-х годов), nhằm thay thế các loại máy bay tiêm kích hiện đang được trang bị trong lực lượng Phòng không, Không quân và Hải quân Liên Xô. Đề án này được phân chia lại thành 3 đề án nhỏ hơn gồm MFI (МФИ - Многофункциональный фронтовой истребитель, có nghĩa là "Máy bay tiêm kích tiền tuyến đa năng") dùng thay thế các hệ thống máy bay tiêm kích phòng không MiG-31 và máy bay tiêm kích chiến thuật hạng nặng Su-27; SFI (СФИ - Средний фронтовой истребитель, có nghĩa là "Máy bay tiêm kích tiền tuyến hạng trung") dùng thay thế các hệ thống máy bay tiêm kích MiG-29,; và LFI (ЛФИ - Легкий фронтовой истребитель, có nghĩa là "Máy bay tiêm kích tiền tuyến hạng nhẹ") dùng thay thế các hệ thống máy bay huấn luyện vũ trang và tấn công hạng nhẹ như Aero L-39. Các tướng lĩnh Không quân Nga nhiều lần nhấn mạnh LFI cũng là một sự ưu tiên hàng đầu để chế tạo một máy bay đa chức năng hạng nhẹ, để cung cấp một lựa chọn cùng với máy bay chiến đấu hạng nặng như MiG-MFI và SFI S-37.

## Ưu tiên dành choPAK FA
Tuy nhiên, Mikoyan không thể trình làng mẫu thử nghiệm LFI của mình. Cuộc khủng hoảng chính trị đã kéo theo việc cắt giảm chi phí buộc họ chỉ có thể tập trung vào mẫu MiG-MFI. Mẫu thử nghiệm LFI không được chế tạo vì nhiều lý do, trong đó có việc động cơ của nó vẫn chưa hoàn thiện. Dự án MiG LFI dừng lại ở mức bản phác thảo thiết kế.
Năm 1999, Không quân Nga tiến hành kiểm tra đánh giá các mẫu thử MFI MiG-1.42 và SFI S-37. Kết quả cho thấy các mẫu bay thử nghiệm trên dù tiến bộ hơn các hệ thống cải tiến từ MiG-31, Su-27 và MiG-29, nhưng vẫn chưa đạt yêu cầu đặt ra cho cả MFI và SFI. Do đó, Không quân Nga yêu cầu cả Mikoyan và Sukhoi đưa ra đề xuất ý tưởng cho chương trình phát triển kết hợp cả hai đề án MFI và SFI thành một đề án mới có tên "Hệ thống vũ khí đường không tiên tiến dành cho Không quân tiền tuyến" - PAK FA (ПАК ФА - Перспективный авиационный комплекс фронтовой авиации), còn được gọi là đề án "I-21 Máy bay tiêm kích cho thế kỉ 21" (И-21 - Истребитель 21-го века). Sukhoi với tiềm lực mạnh mẽ, đã nhanh chóng đưa ra mẫu T-50 hoàn toàn mới, vượt qua Mikoyan với mẫu 1.44 cải tiến từ mẫu MFI 1.42 và chính thức được giao phát triển đề án PAK FA vào năm 2002.

## LFI hồi sinh?
Một sự an ủi cho Mikoyan là Không quân Nga cũng dự kiến phát triển một đề án có tên gọi là LMFI (ЛМФИ - Легкий многофункциональный фронтовой истребитель, có nghĩa là "Máy bay tiêm kích tiền tuyến đa năng hạng nhẹ"), còn được gọi là LFS (ЛФС - Легкий многофункциональный фронтовой самолет, có nghĩa là "Máy bay tiền tuyến đa năng hạng nhẹ"). LMFI giữ lại hầu hết các yêu cầu kĩ chiến thuật đặt ra cho đề án MFI, nhưng giới hạn các yêu cầu về khối lượng không tải, khối lượng đủ trang bị vũ khí và khối lượng tải tối đa tương ứng với đề án SFI.
Chính vì điều này, nhiều người cho rằng LFS chính là LFI hồi sinh vì đều là những mẫu thiết kế dành cho "máy bay tiêm kích hạng nhẹ". LFS có nghĩa chung chung là một máy bay tấn công hạng nhẹ, có vẻ bao gồm khái niệm LFI. Trên thực tế, LFI là một mẫu thiết kế cho vai trò huấn luyện vũ trang và tấn công mặt đất hạng nhẹ như loại Aero L-39 Albatros của Tiệp Khắc, có giá thành rẻ hơn và hiệu năng tấn công mặt đất tốt hơn MiG-29. Còn LFS lại là một mẫu thiết kế khá tương đồng với đề án JSF (Joint Strike Fighter - "Máy bay chiến đấu tấn công liên hợp") của Mỹ, chủ yếu có vai trò không chiến trong phạm vi vừa với khả năng không đối không quan trọng. LFS có thể an toàn so sánh được với JSF của Mỹ trong tiêu chuẩn an toàn kỹ thuật, được công thức hóa bởi Viện nghiên cứu khoa học số 30 của Không quân Nga vào năm 1998 và đang được áp dụng vào thiết kế các máy bay của Nga hiện nay.

## Kế hoạch thay thế
Trong tương lai Không quân Nga sẽ xem xét các chương trình: máy bay đánh chặn tầm xa bao gồm MiG-31M, Sukhoi Su-30 và Sukhoi Su-35 (hoặc Sukhoi Su-37), sau đó nó sẽ được thay thế bởi Sukhoi PAK FA. Máy bay không chiến tầm trung của Nga sẽ dần dần được thay thế từ Sukhoi Su-24 thành Sukhoi Su-34 (Su-27IB). Máy bay tấn công chiến thuật MiG-29SMT và máy bay không kích chiến thuật Sukhoi Su-25 sẽ phục vụ thêm một thời gian trước khi được thay thế bằng LFS.
Như vậy, bằng việc nâng cấp các phi đội MiG-29 cơ bản lên tiêu chuẩn MiG-29SMT, người Nga có thể sử dụng MiG-29 thêm vài chục năm với chi phí rất thấp. Tuy nhiên, vẫn có một nhu cầu cho một máy bay tấn công mặt đất nhỏ với vai trò không đối không và khả năng VSTOL (Vertical/Short Takeoff and Landing - Cất cánh hạ cánh thẳng đứng/trên đường băng ngắn) nhằm hỗ trợ cho MiG-29SMT, cũng như để bổ sung thay thế cho số máy bay tấn công mặt đất cũ như Sukhoi Su-25. Từ đó, theo những điều kiện được đưa ra bởi Bộ quốc phòng Nga, các mẫu thiết kế LFS của các nhà thiết kế khác nhau phải được xem xét bởi Không quân Nga trong tháng 9-tháng 10 năm 1999. Chủ yếu có 3 đơn vị thiết kế tham gia, đó là: Mikoyan, Sukhoi và Yakovlev. Cả ba đều có những lợi thế nhất định: Mikoyan có nhiều bước phát triển trong thiết kế dự án MFI và LFI, và họ tin rằng sẽ phát triển một số công nghệ mới. Lợi thế của Sukhoi là tài chính và dự án Sukhoi S-55, Yakovlev có chuyên môn chính trong thiết kế máy bay VSTOL.
Với thành công của đề án JSF với sự ra đời của F-35, Chính phủ Nga đang thúc ép các phòng thiết kế đưa ra mẫu thiết kế LFS của mình. Những yêu cầu của Không quân Nga bao gồm: khả năng bay tốc độ siêu âm (bay với vận tốc siêu âm ổn định trong thời gian dài không dùng nhiên liệu phụ trội), khả năng mang vũ khí, và khả năng VSTOL.
Người ta chỉ biết về thiết kế LFS lờ mờ là: nó sẽ được Mikoyan thiết kế với 2 động cơ công suất thực 80 kN, có lẽ là RD-33/RD-133. Tuy nhiên, cái này có thể thay đổi: như tình hình ngân quỹ, không quân yêu cầu máy bay sẽ có động cơ đơn Lyulka-Saturn AL-41F, động cơ này sẽ được lắp ráp trên mẫu MFI và Su-34. Cái này cho phép giảm hẳn giá thành. Sukhoi có dự án LFS của riêng mình với tên gọi Sukhoi S-55 với 2 phi công (giống Sukhoi Su-35 và Sukhoi Su-37), động cơ đơn loại AL-41F với ống phụt chỉnh hướng.

LFI

Nga đã đưa ra lời mời hợp tác quốc tế với dự án này. Sukhoi đã đề nghị Ba Lan tham gia phát triển và sản xuất Sukhoi S-54. Nhiều quốc gia trong vài năm tới sẽ thay thế MiG-21, MiG-29, Su-25,... Nhiều khả năng các nước sẽ không đủ khả năng để trang bị máy bay trong chương trình JSF của Mỹ, vì vậy họ sẽ tìm kiếm một sự thay thế hợp lý hơn, không động chạm đến những vấn đề chính trị với Mỹ. Dựa án LFS nhất định sẽ thu hút sự chú ý từ những quốc gia này, họ sẽ trở thành bạn hàng lớn của Nga - như Trung Quốc và Ấn Độ - cũng như những khách hàng nhỏ, đang mong muốn nâng cao sức phòng thủ của họ như Nam Tư, Iran...
Việc phát triển dự án LFI (máy bay chiến đấu chiến thuật hạng nhẹ) của Nga được tăng tốc độ đáng kể sau khi Không quân Nga quyết định dành những ưu tiên cho dự án này trong 10 năm. Họ chỉ hé lộ một số thông tin lặt vặt như thiết kế có thể mang tên I-2000, máy bay có thể hoạt động vào năm 2005 như một máy bay chiến đấu cơ bản. Nó cũng thích hợp để trở thành mặt hàng xuất khẩu của nền công nghiệp hàng không Nga. Người ta cho biết I-2000 có thể so sánh được với máy bay thuộc chương trình JSF của Mỹ, trong cả vai trò không chiến và tấn công mặt đất.
Máy bay thiết kế từ Mikoyan giống như MiG-15 và MiG-21 có khối lượng nhẹ. Nó có kích thước khá giống với MiG-21 (ngắn hơn 1.3 m nhưng rộng hơn 4.5 m), nhưng đáng chú ý là nó nhỏ hơn người tiền nhiệm MiG-29. Trọng lượng cất cánh được đánh giá vào khoảng 12 tấn, tối đa là 16 tấn.
Những đòi hỏi thiết kế cho I-2000 là radar và tia hống ngoại, cũng như khả năng cất cánh và hạ cánh trên đường băng ngắn. Máy bay sẽ có một cấu hình khí động học khác thường và động cơ chỉnh hướng phụt cung cấp sự linh hoạt xuất sắc. Việc cất cánh và hạ cánh trên đường băng ngắn được thực hiện với hệ thống thiết bị đặc biệt cho phép đạt tới góc tấn công lớn. Những thông tin từ chính quyền, phương án động cơ đơn và đôi cho LFI đang được xem xét.
Thiết kế đầu tiên của thế hệ máy bay chiến đấu mới hạng nhẹ được nảy sinh bởi Mikoyan và đầu những năm 1980, khi công việc thiết kế bắt đầu trên máy bay hạng nặng, MFI (khi đó được biết đến với tên gọi 1.42). Kết quả là 'Product 33' với động cơ đơn loại RD-33 của MiG-29. Nó có thiết kế quy ước, có vẻ tương tự như Lockheed Martin F-16 Fighting Falcon của Mỹ.
Mặc dù công việc trên Product 33 trở nên tiến bộ, nó không phải là đơn đặt hạng của không quân, lúc đó đang quan tâm đên máy bay đa chức năng - Product 33 có thể được sử dụng cho kết thúc không chiến. Product 33 trở thành thiết kế được chào hàng tới Trung Quốc và Ấn Độ với tên gọi FC-1
Cuộc cạnh tranh giành vị trí cho máy bay huấn luyện tại Nga diễn giữa I-2000 và S-54, thiết kế từ Sukhoi vào đầu những năm 1990.
S-54 về bản chất là một chiếc Su-35 một động cơ thu nhỏ, với một cách bố trí sắp đặt hơn I-2000. Tình trạng của S-54 không được biết. S-54 có ý định trở thành loại máy bay huấn luyện xuất khẩu cho Trung Quốc và Ấn Độ để đào tạo phi công lái Su-27 và Su-30 hạng nặng.
Những chuyến bay thử của MFI sẽ diễn ra vào tháng 8. Mikhail Korzhuyev, giám đốc Mikoyan mới bổ nhiệm nói rằng những chuyến bay của MFI bây giờ là một vấn đề danh dự của Mikoyan.
Máy bay mới sẽ sẵn sàng cho chuyến bay thử nghiệm trong 5 năm, nhưng thiếu kinh phí. Một chương trình nâng cấp cho MiG-29 sẽ được tiếp tục song song với việc phát triển I-2000.

## Nội dung liên quan

### Chương trình tương tự
- JSF

### Danh sách máy bay thí nghiệm của Nga
MiG-8 - MiG I-250 - MiG I-270 - MiG-110 - MiG AT - Dự án MiG 1.44 - Dự án MiG LFI - MiG-105